# Katharina Mainka
Katharina Mainka (* 29. Oktober 1976) ist ein ehemaliges deutsches Fotomodell und Schönheitskönigin.
Am 13. Januar 1998 wurde die damals 22-Jährige aus Neustadt an der Weinstraße als Miss Rheinland-Pfalz in Trier zur Miss Germany der damaligen Miss Germany Association (MGA) gewählt.
Im gleichen Jahr belegte sie bei der Wahl zur Miss Intercontinental am 23. April in Bad Lausick Platz 3. Im November kandidierte sie bei der Wahl zur Miss World.